# Cryphodesmus brasiliensis
Cryphodesmus brasiliensis är en mångfotingart som beskrevs av Filippo Silvestri 1947. Cryphodesmus brasiliensis ingår i släktet Cryphodesmus och familjen fingerdubbelfotingar. Inga underarter finns listade i Catalogue of Life.